# مطار محلي

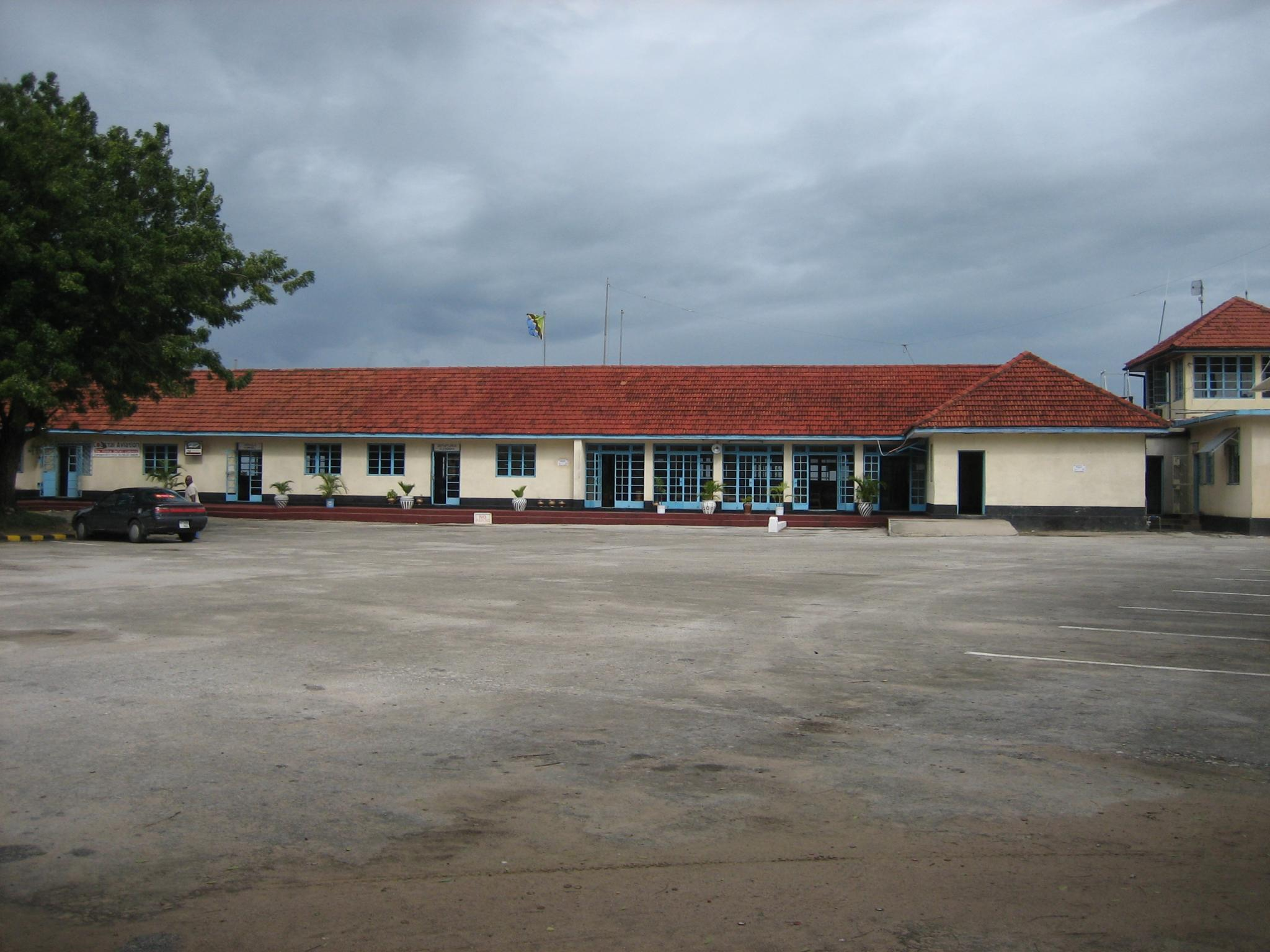

المطار المحلي هو المطار الذي يتعامل مع الرحلات الداخلية فقط - الرحلات الجوية داخل نفس البلد. لا تملك المطارات المحلية تسهيلات جمركية وهجرة ، وبالتالي لا يمكنها التعامل مع الرحلات الجوية من وإلى مطار أجنبي.
غالبًا ما يكون لهذه المطارات مدارج قصيرة كافية للتعامل مع طائرات المسافات القصيرة أو المتوسطة وحركة النقل الجوي الإقليمية. يتم استخدام الكشف الأمني / للكشف عن المعادن في معظم البلدان ولكن كانت هذه الفحوصات للرحلات الداخلية التي تم تركيبها في كثير من الحالات بعد عقود من الرحلات الجوية الدولية.